# Balder Point
Der Balder Point ist eine Landspitze an der Foyn-Küste des Grahamlands auf der Antarktischen Halbinsel. Er markiert das östliche Ende eines schmalen, einem Hahnenkamm gleichenden Bergrückens, der sich vom Frigga Peak über eine Länge von 10 km in ostsüdöstlicher Richtung bis zur Westseite des Cabinet Inlet erstreckt.
Der Falkland Islands Dependencies Survey (FIDS) kartierte das Kap 1947 anhand eigener Vermessungen und benannte es nach Balder, einem Gott aus der germanischen Mythologie.